# 6966 Vietoris
A 6966 Vietoris (ideiglenes jelöléssel 1991 RD5) a Naprendszer kisbolygóövében található aszteroida. Lutz D. Schmadel és Freimut Börngen fedezte fel 1991. szeptember 13-án.